# Коноплівці
Коноплівці (колишня назва — Кендерешів) — село в Кольчинській селищній громаді Мукачівського району Закарпатської області України.
Перша згадка 1523 рік
Церква Христа Царя. 1901. Найдавніша згадка про церкву походить з 1649 р. З 1692 р. село було філією Підгорян.
Теперішня маленька церква і дзвіниця розташовані на мальовничому пагорбі. Церкву спорудили спільними зусиллями греко-католиків та римо-католиків (місцевих німців) за ініціативою тодішнього старости Василя Хайнаса і досі вона служить обом конфесіям. У 1948 р. церкву передали православним, а в 1991 – повернули колишнім власникам.
Перед церквою стоять три хрести. Найдавніший поставили в 1901 р. Йосип Нідер з дружиною в день освячення церкви. З правого боку стоїть хрест, який у 1948 р. зруйнували і кинули в рибник. Знайшов його житель села І. Мозер. Третій хрест стояв на горі Кендерешова і теж був зруйнований. Зберіг його В. Вайс.
На дзвіниці – три дзвони, вилиті в 1828, 1868 та 1896 роках. І церкву, і дзвіницю збудували з дерева, але зруби стін вкрили шаром тиньку, а дахи церкви і всю дзвіницю оббили бляхою. Можливо, це зробили в 1966 р.
На горі Кендерешке , на висоті 200 метрів відкрито у 2013 році меморіал під назвою "Панорама Фесті". Споруда виконана у формі кільця, всередині якого можна побачити зменшену копію відомої на весь світ масштабного полотна угорського митця Арпада Фесті. 120 років тому саме з цього місця були намальовані ескізи монументальної панорамної картини "Прибуття угорців", що вважається однією з найбільших у світі. Цю циклограму (кругову панораму площею 1800 кв. метрів) створено у 1896 році, спільно з Ласло Меднянським і Єне Барчаі на честь 1000-річчя заснування угорської держави. Зображено на ній понад 2 тисяч персонажів і відтворено важливий момент історії становлення угорської нації.

## Географія
Бере початок у селі канал Коропець, правий приток Латориці.

## Населення
Згідно з переписом УРСР 1989 року чисельність наявного населення села становила 523 особи, з яких 255 чоловіків та 268 жінок.
За переписом населення 2001 року в селі мешкало 595 осіб.

### Мова
Розподіл населення за рідною мовою за даними перепису 2001 року:
| Мова       | Відсоток |
| ---------- | -------- |
| українська | 97,14 %  |
| угорська   | 1,18 %   |
| німецька   | 1,01 %   |
| російська  | 0,50 %   |

## Відомі люди
- Сидор Олег Миколайович (позивний «Скіф»; 15 березня 1977 — 9 січня 2015) — учасник Євромайдану, командир штурмового загону «Яструб» 24-го окремого штурмового батальйону ЗСУ «Айдар». Загинув близько 3:00 в районі міста Щастя під Луганськом.[4]

## Туристичні місця
- храм Христа Царя. 1901
- На горі Кендерешке , на висоті 200 метрів відкрито у 2013 році меморіал під назвою "Панорама Фесті".
- Перед церквою стоять три хрести. Найдавніший поставили в 1901 р. Йосип Нідер з дружиною в день освячення церкви. З правого боку стоїть хрест, який у 1948 р. зруйнували і кинули в рибник. Знайшов його житель села І. Мозер. Третій хрест стояв на горі Кендерешова і теж був зруйнований. Зберіг його В. Вайс.